# Thomas Little
Thomas Little (Ogden, 27 agosto 1886 – Santa Monica, 5 marzo 1985) è stato uno scenografo statunitense.
Nella sua carriera vinse sei Oscar alla migliore scenografia: nel 1942 per Com'era verde la mia valle, nel 1943 per Sono un disertore e per Follie di New York, nel 1944 per Bernadette, nel 1945 per Wilson, nel 1947 per Anna e il re del Siam.

## Filmografia
- Within the Cup, regia di Raymond B. West - oggetti di scena (1918)
- Daredevil Jack, regia di W. S. Van Dyke - oggetti di scena (1920)
- Pericolosa partita (The Most Dangerous Game), regia di Irving Pichel e Ernest B. Schoedsack (1932)
- The Animal Kingdom, regia di Edward H. Griffith (1932)
- La falena d'argento (Christopher Strong), regia di Dorothy Arzner (1933)
- Spitfire, regia di John Cromwell - oggetti scena (non accreditato) (1934)
- Cerco il mio amore (The Gay Divorcee), regia di Mark Sandrich (1934)
- I tre moschettieri (The Three Musketeers), regia di Rowland V. Lee - decoratore (1935)
- Il medico di campagna (The Country Doctor), regia di Henry King - decoratore (1936)
- Capitan Gennaio (Captain January) regia di David Butler (1936)
- Radiofollie (Sing, Baby, Sing), regia di Sidney Lanfield (1936)
- Pigskin Parade, regia di David Butler (1936)
- La reginetta dei monelli (Dimples), regia di William A. Seiter (1936)
- Una ragazza allarmante (Love and Hisses), regia di Sidney Lanfield  (1937)
- La grande strada bianca (Alexander's Ragtime Band), regia di Henry King (1938)
- Kentucky, regia di David Butler (1938)
- La piccola principessa (The Little Princess), regia di Walter Lang e, non accreditato, William A. Seiter - decoratore (1939)
- Charlie Chan a Reno (Charlie Chan in Reno), regia di Norman Foster - decoratore (1939)
- Too Busy to Work, regia di Otto Brower - decoratore (1939)
- Charlie Chan e la città al buio (City in Darkness), regia di Herbert I. Leeds - decoratore (1939)
- La grande pioggia (The Rains Came), regia di Clarence Brown (1939)
- Alba di gloria (Young Mr. Lincoln), regia di John Ford - decoratore (1939)
- I ribelli del porto (Little Old New York) di Henry King (1940)
- Notti argentine (Down Argentine Way), regia di Irving Cummings (1940)
- Com'era verde la mia valle (How Green Was My Valley), regia di John Ford (1941)
- La palude della morte (Swamp Water), regia di Jean Renoir (1941)
- Appuntamento a Miami (Moon over Miami), regia di Walter Lang (1941)
- Tre settimane d'amore (Weekend in Havana), regia di Walter Lang (1941)
- Michael Shayne e l'enigma della maschera (Dressed to Kill), regia di Eugene Forde (1941)
- The Pied Piper, regia di Irving Pichel (1942)
- Condannatemi se vi riesce! (Roxie Heart), regia di William A. Wellman (1942)
- Tra le nevi sarò tua (Iceland), regia di H. Bruce Humberstone (1942)
- Ragazze che sognano (Rings on Her Fingers), regia di Rouben Mamoulian (1942)
- Sono un disertore (This Above All), regia di Anatole Litvak (1942)
- Il sergente immortale (Immortal Sergeant), regia di John M. Stahl (1943)
- Il cielo può attendere (Heaven Can Wait), regia di Ernst Lubitsch (1943)
- Stormy Weather, regia di Andrew L. Stone (1943)
- Alba fatale (The Ox-Bow Incident), regia di William A. Wellman (1943)
- Bernadette (The Song of Bernadette), regia di Henry King (1943)
- Marito a sorpresa (Holy Matrimony), regia di John M. Stahl (1943)
- Nel frattempo, cara (In the Meantime, Darling), regia di Otto Preminger (1944)
- Vertigine (Laura) di Otto Preminger (1944)
- Wilson, regia di Henry King (1944)
- Nelle tenebre della metropoli (Hangover Square), regia di John Brahm (1945)
- Gli ammutinati di Sing Sing (Within These Walls), regia di H. Bruce Humberstone - arredamenti (1945)
- Bellezze rivali (Centennial Summer), regia di Otto Preminger - decoratore (1946)
- Donne e diamanti (The Dolly Sisters) di Irving Cummings (1945)
- La barriera d'oro (Nob Hill), regia di Henry Hathaway (1945)
- If I'm Lucky, regia di Lewis Seiler (1946)
- Anna e il re del Siam (Anna and the King of Siam), regia di John Cromwell (1946)
- Ambra (Forever Amber), regia di Otto Preminger (1947)
- La moneta insanguinata (The Brasher Doubloon), regia di John Brahm (1947)
- La signora in ermellino (That Lady in Ermine), regia di Ernst Lubitsch e (non accreditato) Otto Preminger - decoratore (1948)
- When My Baby Smiles at Me, regia di Walter Lang (1948)
- L'isola del desiderio (The Luck of the Irish), regia di Henry Koster (1948)
- Cielo di fuoco (Twelve O'Clock High), regia di Henry King (1949)
- Se mia moglie lo sapesse (Everybody Does It) regia di  Edmund Goulding (1949)
- Il ventaglio (The Fan), regia di Otto Preminger (1949)
- Lettera a tre mogli (A Letter to Three Wives), regia di Joseph L. Mankiewicz (1949)
- Pinky, la negra bianca (Pinky), regia di Elia Kazan (1949)
- Le due suore (Come to the Stable), regia di Henry Koster (1949)
- Eva contro Eva (All About Eve), regia di Joseph L. Mankiewicz (1950)
- L'imprendibile signor 880 (Mister 880), regia di Edmund Goulding (1950)
- Bill sei grande! (When Willie Comes Marching Home), regia di John Ford (1950)
- La gente mormora (People Will Talk), regia di Joseph L. Mankiewicz (1951)
- Squilli di primavera (Stars and Stripes Forever), regia di Henry Koster - decoratore (1952)
- Operazione Cicero (Five Fingers), regia di Joseph L. Mankiewicz (1952)
- Primo peccato (Dreamboat), regia di Claude Binyon - decoratore (1952)
- La tua bocca brucia (Don't Bother to Knock), regia di Roy Ward Baker - decoratore (1952)
- Le nevi del Chilimangiaro (The Snows of Kilimanjaro), regia di Henry King - decoratore (1952)
- Mariti su misura (The Model and the Marriage Broker), regia di George Cukor (1951)
- La dominatrice del destino (With a Song in My Heart), regia di Walter Lang (1952)